# Cremalheira (mecanismo)

Funcionamento da cremalheira e engrenagem

Cremalheira é uma peça mecânica que consiste numa barra ou trilho dentado que em conjunto com uma engrenagem a ele ajustada, converte movimento retilíneo em rotacional e vice-versa.
Este sistema é usado:
- Em ferrovias para vencer terrenos íngremes, no qual o trilho fixado ao solo é dentado e a locomotiva imprime a força rotacional na engrenagem que a ele adere adquirindo assim movimento.
- Nos sistemas de direção de automóveis e outros veículos rodoviários a engrenagem é fixa (e está ligada ao volante através da coluna de direção) e a cremalheira desliza linearmente - que estando ligada às rodas, altera a direção do veículo. No entanto o engenho requer uma maior força para efetuar uma manobra comparando com outros mecanismos como a recirculação de esferas (ou setor dentado), já que a multiplicação da força que é obtida é menor, embora a direção seja mais estável.

## Aplicações

### Caminhos de ferro de cremalheira

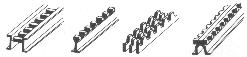
Diferentes tipos de linha-cremalheira

O Sistema de Cremalheira ou simplesmente Cremalheira, nada mais é que a instalação de um terceiro trilho dentado, entre os dois trilhos normais de uma ferrovia, onde um mecanismo que está sob a locomotiva pousa sobre o trilho dentado e nela fica articulado, permitindo que a locomotiva auxilie os trens a vencer terrenos inclinados.
Utiliza-se uma locomotiva especialmente projetada para operar neste tipo de trilho, onde um conjunto de rodas dentadas se engata no trilho ou na cremalheira e permite que a composição consiga subir ou descer terrenos inclinados, ajudando na tração ou na frenagem da composição. 
Existem também outros sistemas para vencer planos inclinados em ferrovias. Um deles, também utilizado nesta mesma ferrovia mas de implementação mais antiga, é o de funicular, onde duas composições servem de contrapeso uma à outra.
O sistema cremalheira-aderência veio a substituir o sistema funicular, que consistia em subir ou descer as composições por meio de máquinas a vapor fixas em determinados patamares, que puxavam as composições por meio de grossos cabos de aço.

## Os sistemas

### Sistema Marsh
Do nome do seu inventor americano, foi concebido para a ferrovia Mount Washington Cog Railway nos Estados Unidos, em 1869.
Uma roda dentada vertical liga-se a uma escada horizontal composta de barras de secção redonda.

### Sistema Riggenbach
No nome do engenheiro suíço Niklaus Riggenbach, foi concebido para o caminho da ferro na montanha Caminho de Ferro do Rigi na Suíça, 1871.
Em tudo parecido com o sistema Marsh mas as secções são quadradas e não redondas.

### Sistema Strub
O seu inventor foi o suíço Emile Strub. Considerado o sistema mais simples, é composto por uma roda dentada vertical que se liga a um carril dentado tipo Vignole. É como que uma pinça que envolve o "cogumelo" da cremalheira.
Este sistema é utilizado na Linha Martigny-Châtelard e que segue até Chamonix.

### Sistema Abt
Também outra invenção de um engenheiro suíço, Carl Roman Abt. É composto por  três laminas paralelas de perfil rectangular e cada uma entalhada com dentes verticais com o passo do carril. As laminas estão desalinhadas umas em relação às outras de forma a haver sempre duas encaixadas, o que permite um grande poder de tracção. Imagens do carril podem ser vistas em Chemin de fer du Mont-Revard.

### Sistema Von-Roll
Sistema criado por esta companhia depois de ter abandonado o sistema Strub. A cremalheira é constituída de uma lamina única de secção rectangular entalhada de dentes verticais. O perfil é semelhante ao Abt mas tem a vantagem de ser compatível com os sistemas Riggenbach e Strub, o que acontece na Linha do Appenzel.

## Imagens

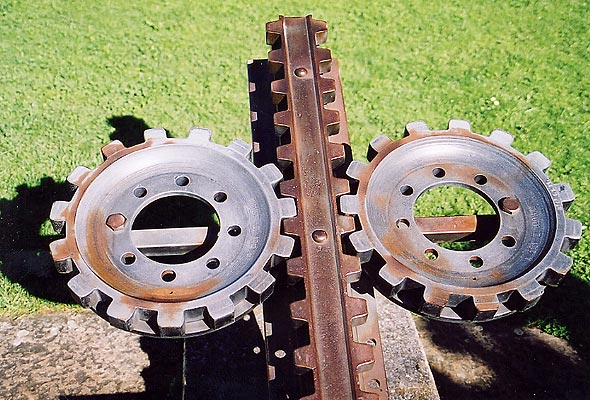
Sistema Locher
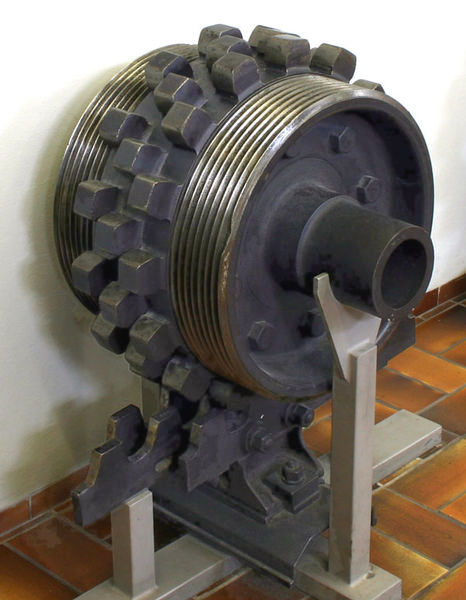
Sistema Abt
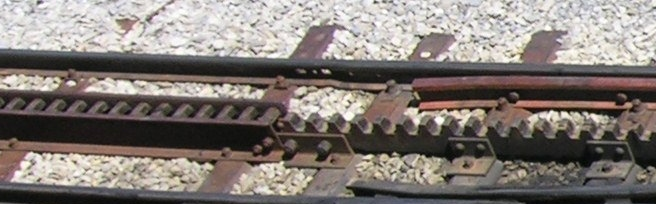
Transição do sistema Riggenbach a Von Roll
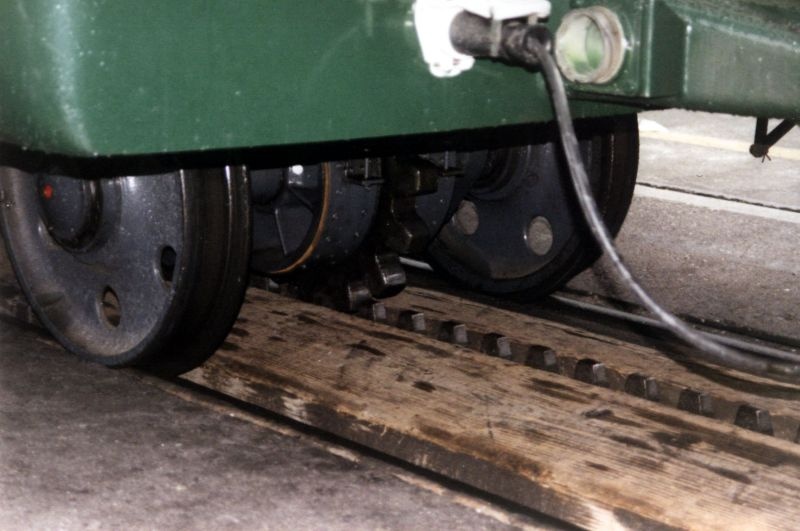
Exemplo de máquina com cremalheira